# Rashepses
| ra | r · a | A51 | s | s | A52 |

| ra | r · a | A51 | s | s | A52 |

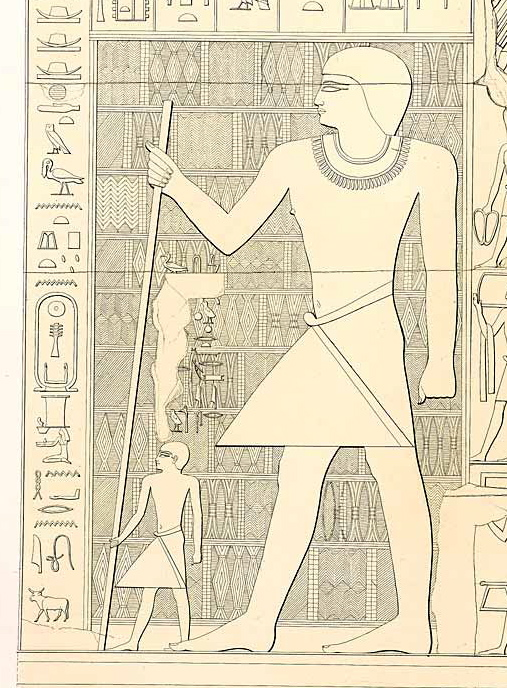
Jeroglífico de Rashepses antiguo chaty de Egipto

Rashepses fue un chaty (canciller del Antiguo Egipto) que ejerció durante el reinado de Dyedkara-Isesi, faraón de la quinta dinastía. Tenía también los títulos de Jefe de la Justicia y Gobernador del Alto Egipto, el primer funcionario en llevarlo. Se ocupaba de distintas funciones religiosas, como sacerdote de Maat, vinculado a la función judicial, y sacerdote de Heket.
Consejero del faraón, tuvo el honor de recibir una carta personal del rey que hizo inscribir en su tumba.

## Tumba
Está enterrado en una mastaba situada al norte del complejo funerario de Dyeser entre un grupo de tumbas de la quinta dinastía, junto a sus contemporáneos Perneb y Remkui. La tumba está adornada con las clásicas imágenes de presentación de ofrendas y con un conjunto de escenas vinculadas al culto funerario del visir. Otras lo representan en la intimidad de su vida privada. Es de destacar la que lo muestra jugando al senet, mientras otros personajes se entretienen con el juego de la serpiente. Se trata de una de las más antiguas representaciones de juegos de esta clase.
Además de la carta personal de Dyedkara-Isesi, se encontró un decreto datado en el reinado de Nyuserra, y en su serdab se descubrió la cabeza de una estatua de madera (que se expone en el Museo Imhotep de Saqqarah) con el tipo de tocado que llegó a ser muy popular en la sexta dinastía, por lo que la carta personal del faraón ayudó a fijar la fecha en que vivió su propietario.